# قيمة الشبع
قيمة الشبع هي الدرجة التي يعطي فيها الغذاء للإنسان شعور الإشباع، وهو الشعور النقيض تماما للجوع. مفهوم قيمة الشبع ومؤشر الشبع تم تطويره من قبل الباحثة والطبيبة الأسترالية سوزانا هولت.  أعلى قيمة للشبع تتوقع عندما ينتج الطعام الذي يبقى في المعدة لفترة أطول نشاطًا وظيفيًا أكبر للعضو.  الحد من تناول الطعام بعد الوصول إلى قيمة الشبع يساعد في تقليل مشاكل السمنة  
الأطعمة ذات قيمة الشبع كبيرة:
- كُرنب لأنه لا يسهم كثيرا في زيادة الوزن.
- يعتبر الحليب أحد المنتجات الغنية ليعطي قيمة شبع عالية.
- الخضراوات الخضراء لديها أقل قيمة للشبع بالمقارنة مع الحليب واللحوم
- الأطعمة السائلة لها تأثير إشباع عالي لفترة قصيرة [7]

## اقرأ المزيد
- Grimes، D. S.؛ Gordon، C. (1978). "Satiety value of wholemeal and white bread". The Lancet. ج. 312 ع. 8080: 106. DOI:10.1016/s0140-6736(78)91421-6.
- Merrill، E. P.؛ وآخرون (2002). "A comparison of satiety measures". Appetite. ج. 39 ع. 2: 181–183. DOI:10.1006/appe.2002.0496.
- Rolls، Barbara J.؛ Hetherington، Marion؛ J. Burley، Victoria (1988). "The specificity of satiety: The influence of foods of different macronutrient content on the development of satiety". Physiology & Behavior. Elsevier. ج. 43 ع. 2: 145–153. DOI:10.1016/0031-9384(88)90230-2. مؤرشف من الأصل في 2015-09-24.
- Brunstrom، J.M.؛ وآخرون (2008). "Measuring 'expected satiety' in a range of common foods using a method of constant stimuli". Appetite. ج. 51 ع. 3: 604–14. DOI:10.1016/j.appet.2008.04.017. PMID:18547677.